# Intelsat 39
O Intelsat 39 é um satélite de comunicação geoestacionário de alta potência construído pela Space Systems/Loral (SS/L) que está localizado na posição orbital de 62 graus de longitude leste e é operado pela Intelsat. O satélite foi baseado na plataforma SSL-1300 e sua expectativa de vida útil é de 15 anos.

## História
A Space Systems/Loral anunciada em maio de 2016, que assinou um contrato para fornecer um novo satélite para Intelsat. O satélite foi construído sobre a plataforma SSL-1300 e leva a bordo uma carga útil para comunicações nas bandas C e Ku. O satélite utiliza propulsão, tanto elétrica como química para angariação de órbita e quando foi colocado em órbita passou a ser operado completamento por meio de propulsão elétrica.
Ele está estacionado na posição orbital de 62 graus de longitude leste para substituir o satélite Intelsat 902, que também foi construído pela Space Systems/Loral e lançado em 2001.

## Lançamento
O satélite foi lançado com sucesso ao espaço em 6 de agosto de 2019, às 19:30 UTC, por meio de um veículo Ariane 5 ECA da empresa francesa Arianespace, a partir do Centro Espacial de Kourou, na Guiana Francesa, juntamente com o satélite EDRS C/HYLAS 3. Ele tinha uma massa de lançamento de 6 600 quilogramas.

## Capacidade e cobertura
O Intelsat 39 será equipado com vários transponders nas bandas C e Ku para prestar serviços em redes de banda larga e de distribuição de vídeo para a África, Europa, Oriente Médio e Ásia.